# 明月守护者
《明月守护者》（法語：Mune, Le gardien de la lune）是一部2014年法國電腦動畫冒險奇幻片，由贝诺·菲利彭和亚历山大·赫博扬执导，并由杰罗姆·范斯滕和菲利彭編劇。

## 故事
在一个神奇的世界中，很多年的勇敢的守护者一直在保护太阳和月亮。当需要任命新的继任者担任负责任职务时，经验不足的小型福恩缪恩竟被选为新月的守护者。受轻压的生物随后遭受毁灭性事故，这导致太阳落入一个想要将世界笼罩在黑暗中的流浪者和报仇者的手中。然后缪恩鼓起勇气，与一些勇敢的战友一起进行一次大胆的冒险，以恢复阳光并使一切井井有条...

## 外部連結
- 互联网电影数据库（IMDb）上《明月守护者》的资料（英文）
- 豆瓣电影上《明月守护者》的資料 （简体中文）